# Wilhelm Ruuth
Johan Wilhelm Ruuth, född den 12 maj 1854 i Raumo, död den 18 mars 1928 i Helsingfors, var en finländsk arkivarie.
Ruuth blev filosofie licentiat 1882, aktuarie i Finska statsarkivet 1885, arkivarie 1905 och var statsarkivarie 1917–1926. År 1921 erhöll han professors titel.